# Feder-Dämpfer-Einheit

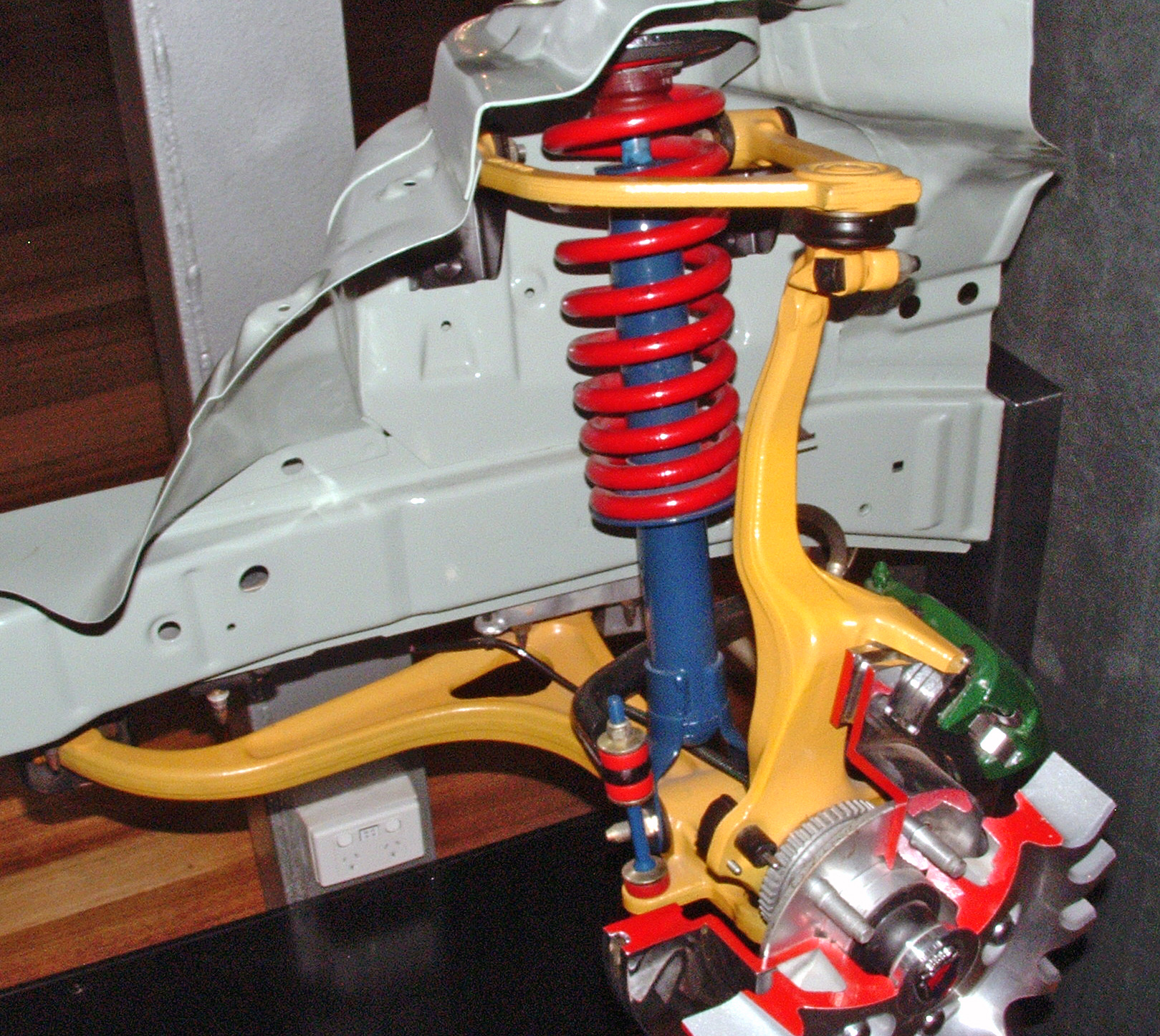
Dämpfer (blau) und Feder (rot) als Einheit bei einer Doppelquerlenkerradaufhängung (gelb)

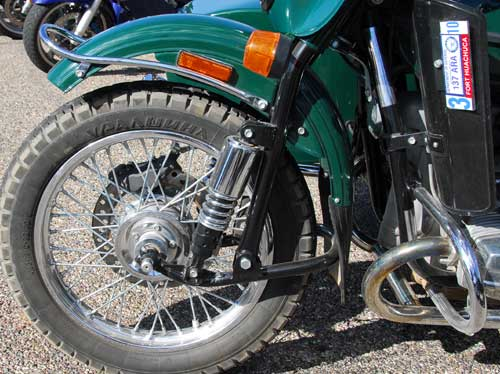
Feder-Dämpfer-Einheit an der Vorderradschwinge eines Motorrades

Die Feder-Dämpfer-Einheit, auch Federbein genannt, ist ein Bauteil an Fahrwerken von Kraftfahrzeugen. Ein hydraulischer Teleskopstoßdämpfer trägt zwei Federteller, zwischen denen eine Schraubenfeder eingespannt ist.
Anders als MacPherson-Federbeine übertragen Feder-Dämpfer-Einheiten keine Seitenkräfte und sind in der Regel an beiden Enden schwenkbar (in Gummi) gelagert. Sie werden unter anderem bei Doppelquerlenkerachsen oder Längslenkerachsen verwendet. Sie brauchen nur je einen Aufhängungspunkt an Achse und Aufbau, statt derer zwei bei getrennten Federn und Dämpfern. Die Montage ist einfacher, dafür ist das Wechseln des Dämpfers etwas umständlicher.